# Furos de Breves
Furos de Breves is een van de 22 microregio's van de Braziliaanse deelstaat Pará. Zij ligt in de mesoregio Marajó en grenst aan de microregio's Arari, Cametá, Portel, Macapá (AP) en Mazagão (AP). De microregio heeft een oppervlakte van ca. 30.094 km². In 2006 werd het inwoneraantal geschat op 187.176.
Vijf gemeenten behoren tot deze microregio:
- Afuá
- Anajás
- Breves
- Curralinho
- São Sebastião da Boa Vista

Mesoregio's: Baixo Amazonas · Marajó · Metropolitana de Belém · Nordeste Paraense · Sudeste Paraense · Sudoeste Paraense

Microregio's: Almerim · Altamira · Arari · Belém · Bragantina · Cametá · Castanhal · Conceição do Araguaia · Furos de Breves · Guamá · Itaituba · Marabá · Óbidos · Paragominas · Parauapebas · Portel · Redenção · Salgado · Santarém · São Félix do Xingu · Tomé-Açu · Tucuruí